# Свекольников, Владимир Степанович
Владимир Степанович Свекольников (род. 2 июля 1945) — советский и российский театральный актёр, народный артист России (2005).

## Биография
Родился 2 июля 1945 года в городе Кишинёв.
В 1967 году окончил театральное училище имени М. С. Щепкина, курс Николая Анненкова. Работал в Малом театре в Москве, Академическом Большом драматическом театре имени М. Горького в Ленинграде, в Калининском и Владимирском драматических театрах. 
В октябре 1973 года Владимир Свекольников вышел на сцену Псковского академического театра драмы.
В последние годы артист создал незабываемые образы. Это похоже на восхождение на театральный Олимп: что ни роль, то бесспорная удача! Роль российского императора Павла I в исполнении В. Свекольникова (спектакль В. Радуна «Павел I»), сыгранная в Михайловском замке, произвели фурор на берегах Невы, а на фестивале «Голоса истории» во Владимире он был признан лучшим артистом фестиваля и ему поднесли икону Владимирской Божьей Матери. Изображение В. Свекольникова в роли российского императора украсило марку, которая востребована музеем Мальтийского Ордена на острове Мальта!
В свободное время увлекается стихотворчеством. Стал автором двух поэтических сборников.

## Награды
- Заслуженный артист Российской Федерации (27 января 1995) — за заслуги в области искусства[6];
- народный артист Российской Федерации (23 февраля 2005) — за большие заслуги в области искусства[7].
- Медаль Академии российской словесности «Ревнителю просвещения»;
- Лауреат премий Администрации Псковской области в сфере театрального искусства за 1996, 1997 и 2002 годы;
- «Лучшая актерская работа» — Российский фестиваль «Голоса истории» за роль Павла I (1997);
- Лауреат смотров-конкурсов «Лучшая роль сезона» псковского отделения СТД РФ;
- Медаль Академии российской словесности «Ревнителю просвещения» (2000);
- Специальный приз за роль Мазепы в спектакле «Россия! Встань и возвышайся» А.С. Пушкина — 7-й международный театральный фестиваль «Голоса истории», Вологда 2003 г;
- Грамоты и благодарственные письма администрации Псковской области, Областного Собрания депутатов, Псковской городской Думы, администрации г. Пскова.

## Работы в театре
Более ста ролей сыграно актёром Свекольниковым за время работы в театре:
- Штокман («Доктор Штокман» Г. Ибсена);
- Полоний («Гамлет» У. Шекспира);
- Серебряков («Дядя Ваня» А. П. Чехова);
- Падур («Маклена Граса» М. Кулиша);
- Гаэтан («Роза и крест» А. Блока);
- Сорин («Чайка» А. П. Чехова);
- Пол Шелдон («Заложник» С. Кинга);
- царевич Алексей («Пётр и Алексей» В. Э. Рецептера);
- Моцарт, Барон («Маленькие трагедии» А. С. Пушкина);
- Павел («Павел I» Д. Мережковского, А. Сеплярского);
- Глостер («Король Лир» У. Шекспира);
- Поэт («И всюду страсти роковые» А. С. Пушкина).

## Фильмография
Владимир Свекольников исполнил шесть ролей в кино:
- 1969 — Смерть Вазир-Мухтара, Хозрев-Мирза;
- 1979 — Необыкновенное лето, начальник станции;
- 1981 — 20 декабря, Яков Михайлович Свердлов;
- 1987 — Николай Подвойский, Свердлов;
- 1990 — Семья Зитаров, таможенник;
- 1999 — И всюду страсти роковые…;